# کوروش‌لادانی
کوروش‌لادانی (به مجاری:  Körösladány) یک منطقهٔ مسکونی در مجارستان است که در ناحیه سگ‌هالوم واقع شده‌است. کوروش‌لادانی ۱۲۳٫۸۷ کیلومتر مربع مساحت و ۴٬۵۵۷ نفر جمعیت دارد.